# Zellableitung
Die Zellableitung oder Einzelzellableitung ist die Messung elektrischer Aktivität einer Zelle, meist einer Nervenzelle, mittels einer Elektrode. Es gibt verschiedene Formen der Zellableitung.
Im Allgemeinen wird zwischen akuter und chronischer Ableitung unterschieden. 

Bei der akuten Ableitung wird entweder eine Gewebeprobe verwendet, oder die Elektrode(n) wird ins Nervengewebe eines betäubten Versuchstieres gestochen. Je nach Anzahl der Zellen, deren Aktivität gemessen wird, spricht man von Einzelzell- oder Mehrzellableitungen. Zu den Einzelzellableitungen gehören die extrazelluläre Ableitung (mit Einzelelektroden oder Multi-Elektroden-Arrays) und die Patch-Clamp-Technik.
Bei der chronischen Ableitung werden Elektroden in Hirnareale von Interesse implantiert. Dies ermöglicht es, die Aktivität der Nervenzellen im wachen Tier zu studieren, während es zum Beispiel bestimmten Reizen ausgesetzt ist, oder bestimmte Probleme löst. Diese Technik ermöglicht es, die Rolle der Nervenzellen eines Hirnareals für bestimmte (auch kognitive) Funktionen zu untersuchen.
Ableitungen haben auch in der Neurochirurgie eine große Bedeutung, und zwar zur genauen Lokalisierung von Krankheitsherden, insbesondere bei der Epilepsiechirurgie, und zur Prüfung von Funktionsfähigkeit.
Die Einzelzellableitung wurde in den 1920er Jahren von Edgar Adrian, 1. Baron Adrian begründet.